# Баллетти, Мауро
Мауро Баллетти (итал. Mauro Balletti; Пустой шаблон {{ВД-Преамбула}} ) — итальянский художник, фотограф и графический дизайнер.

## Творчество

### Сотрудничество с Миной
Беллетти особенно известен своей работой с итальянской певицей Миной. Мина познакомилась с Беллетти во время съёмок рекламного ролика лимонада Tassoni и, зная, что он художник, пригласила его сделать несколько фотографий, тем самым открыв в нём новый талант.
Несколько месяцев спустя, в 1973 году, вышли альбомы Мины Frutta e verdura и Amanti di valore, автором обложек которых был Баллетти. Некоторые обложки альбомов Мины, созданные им, приобрели большую известность (некоторые из них — результат сотрудничества с Джанни Ронко). В частности, обложка альбома Attila была признана лучшей обложкой года и выставлена в Музее современного искусства в Нью-Йорке; в то время как обложка альбома Salomè (1981) с «бородатой» Миной или Rane supreme, где её лицо наложено на тело бодибилдера, вызвали много споров в прессе. Баллетти также активно использовал компьютерные технологии для создания обложек. В 1992 году он первым создал обложку с цифровым изображением, используя компьютер Mac. В том же году он получил премию итальянских рекламодателей за лучшее изображение/упаковку года (обложка альбома Sorelle Lumière).
В 2016 году на телеканале Sky была показана специальная программа Джанлуиджи Атторре и Катерины Моллики «Среди картин Мины — искусство Мауро Баллетти», посвящённая художнику.
На музыкальном фестивале в Сан-Ремо в 2018 году Мина «появилась» в виде аватара, трёхмерной голограммы, которая ранее была изображена Джанни Ронко на обложке альбома Piccolino (2011), также созданного Баллетти.
В 2025 году Мина выпустила клип «Senza farsi male», посвящённый Баллетти, в котором также показан его творческий процесс.
В Vogue Italia заявили, что Баллетти — «единственный уполномоченный представитель, единственный оратор (хотя это и изображения) любимой национальной иконы, которая десятилетиями скрывалась в каком-то дальнем уголке галактики», создавший «самую богатую и провокационную серию обложек альбомов в истории музыки».

### Другие работы
С 1970-х годов Баллетти продолжал заниматься профессиональной фотографией и живописью. Его первая персональная выставка состоялась в 1978 году в галерее D’arte Treves; ещё одна персональная выставка прошла в 1980 году в галерее L’Isola на Виа Сольферино в Милане. В последующие годы Баллетти провёл множество персональных выставок как в Италии, так и за рубежом.
В 1980-х годах он начал сотрудничать в качестве фотографа с некоторыми модными журналами и с тех пор также принимал непосредственное участие в рекламной деятельности.
С 1990-х годов он начал снимать рекламные ролики, музыкальные клипы и короткометражные фильмы, а также руководил производством телевизионных программ. Его первый короткометражный фильм «Крепкие ремни безопасности» с Бенедеттой Маццини и Массимо Пополицио в главных ролях был представлен на Венецианском кинофестивале в 1996 году и отобран для участия в Британском фестивале короткометражных фильмов в 1997 году.